# Collectio Hispana
Die Collectio Hispana ist eine Kanones-Sammlung des 7. Jahrhunderts, die nach ihrer Entstehung in Spanien benannt ist. Die Sammlung enthält vor allem Kanones gallischer und spanischer Konzilien (in chronologischer Reihenfolge) sowie Dekretalen. Es gibt zahlreiche Versionen und Überarbeitungen; die lebhafte Rezeption macht die Hispana zu einer der einflussreichsten Sammlungen des Frühmittelalters.

## Inhalt, Gliederung, Vorlagen
Die Sammlung enthält über 1400 Kanones, die von Konzilien des 4. bis 7. Jahrhunderts stammen, und etwas über 100 Dekretalen.
Der eigentlichen Sammlung geht ein Vorwort voraus. Der Konzilienteil ist regional gegliedert und innerhalb dieser Abschnitte chronologisch: 1. Griechische Konzilien (ab Nicaea I), 2. Afrikanische Konzilien (ab Karthago 348), 3. Gallische Konzilien (ab Arles 314), 4. Spanische Konzilien (ab Elvira). Vor allem der Umfang dieses letzten Teils unterscheidet sich von Fassung zu Fassung der Sammlung deutlich. Nach den spanischen Konzilien folgt ein Dekretalenteil, der ebenfalls chronologisch geordnet ist.
Die enthaltenen Konzilskanones stammen teils aus älteren Sammlungen, teils aus den Konzilsakten selbst. Die lateinische Übersetzung der griechischen Konzilsbeschlüsse, die in der Hispana zu finden sind, hat keine bekannte ältere Überlieferung; diese dank der Hispana später weit verbreitete Übersetzung wird auch (versio) Isidoriana genannt (nicht zu verwechseln mit der ebenfalls Isidoriana genannten Hispana-Fassung, siehe unten). Die Dekretalen der Hispana stammen aus der Dionysiana.
Die Juliana (siehe unten) verwendet die Statuta ecclesiae antiqua und die Capitula Martini.
Die Hispana ist darüber hinaus mit mehreren anderen Sammlungen verwandt, die im südfranzösischen Raum entstanden sind (u. a. Quesnelliana, Corbeiensis, Coloniensis, Lugdunensis), die genaue Art der Beziehung ist aber teilweise unklar.

## Fassungen und spätere Überarbeitungen
Die handschriftliche Tradition der Sammlung ist kompliziert und zeigt eine große Instabilität; die Forschung unterscheidet zahlreiche Fassungen und Überarbeitungen, deren genaue Beziehung zueinander aber immer noch unklar ist. Den Herausgebern der jüngsten Edition folgend, werden meist die folgenden drei Fassungen unterschieden:
- Die älteste Fassung der Hispana ist nicht erhalten, sondern kann aus den erhaltenen Handschriften und ihren Inhaltsverzeichnissen rekonstruiert werden. Diese legen nahe, dass es eine Hispana-Fassung gab, die als jüngstes Material die Beschlüsse des 4. Konzil von Toledo (633) enthielt und vielleicht noch vor 636 kompiliert wurde. Aufgrund der möglichen Beteiligung von Isidor von Sevilla wird diese Fassung Isidoriana (auch „Form A“) genannt.
- Die nach Julian von Toledo Juliana genannte Fassung enthält auch Beschlüsse aller Toletaner Konzilien bis einschließlich des 12. Konzils von Toledo von 681 (unter Vorsitz Julians), kann also nicht vor diesem Datum entstanden sein. Teilweise werden die Juliana-Handschriften noch einmal in zwei Untergruppen eingeteilt, die Gallica und Toletana genannt werden.
- Die jüngste und am weitesten verbreitete Fassung der Hispana ist die Vulgata, die als jüngstes Material Beschlüsse des 17. Konzil von Toledo von 694 enthält.

Davon zu unterscheiden sind folgende Überarbeitungen der Hispana, die als eigene Sammlungen gelten:
- Die Collectio Hispana systematica ist zwischen 675 und 681 entstandene Umarbeitung der Hispana, die die Kanones nach Rechtsmaterien geordnet in zehn Bücher aufteilt.
- Die Collectio Hispana Gallica enthält Beschlüsse des 13. Konzils von Toledo (683) und zirkulierte in Gallien. Bekannt ist sie vor allem, weil die Pseudoisidorischen Fälscher im 9. Jahrhundert diese Fassung verwendeten. Außerdem interpolierten die Fälscher die Hispana Gallica mit eigenen Fälschungen und schufen so eine weitere Fassung, die Hispana Gallica Augustodunensis.[3]

## Editionen
- Die Ausgabe von Francesco Antonio González ist veraltet, aber vollständig. Diese Ausgabe wurde in Mignes Patrologia latina (Band 84, Sp. 91–848; Digitalisat) nachgedruckt.
  - Collectio canonum Ecclesiae Hispaniae ex probatissimis ac pervetustis codicibus nunc primum in lucem edita a Publica Matritensi Bibliotheca, Typographia regis, Madrid 1808 (Digitalisat)
  - Epistolae decretales ac rescripta Romanorum Pontificum. De Ibarra, Madrid 1821 (Digitalisat)

- Eine kritische Ausgabe des Konzilsteils (aber nicht des Dekretalenteils) durch Gonzalo Martínez Díez (1924–2015) unter Mitarbeit von Felix Rodríguez ist zwischen 1962 und 2002 in sechs Bänden erschienen. Band 1 ist eine Untersuchung der Sammlung und ihrer Handschriften, Band 2 (in zwei Teilbänden) ist den aus der Hispana abgeleiteten Sammlungen gewidmet, Bände 3 bis 6 enthalten die eigentliche Edition:
  - La colección canónica Hispana 3: Concilios griegos y africanos (= Monumenta Hispaniae Sacra, Serie canónica Band 3). Instituto Enrique Flórez, Madrid 1982.
  - La colección canónica Hispana 4: Concilios galos, Concilios hispanos: priera parte (= Monumenta Hispaniae Sacra, Serie canónica Band 4). Instituto Enrique Flórez, Madrid 1984.
  - La colección canónica Hispana 5: Concilios hispanos: segunda parte (= Monumenta Hispaniae Sacra, Serie canónica Band 5). Instituto Enrique Flórez, Madrid 1992.
  - La colección canónica Hispana 6: Concilios hispanos: tercera parte (= Monumenta Hispaniae Sacra, Serie canónica Band 6). Instituto Enrique Flórez, Madrid 2002.

## Übersetzungen
- Robert Somerville, Bruce Clark Brasington: Prefaces to Canon Law Books in Latin Christianity: Selected Translations, 500–1317 . 2. Auflage. Catholic University of America Press, Washington 2020, S. 47–49. (Vorwort).